# Poul Bjerre

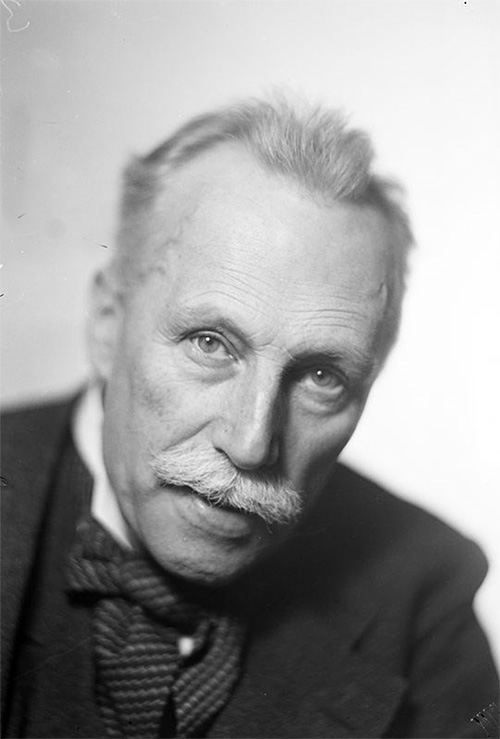
Poul Bjerre fotograferad av Jan de Meyere (ca 1930).

Poul Carl Bjerre, född 24 maj 1876 i Göteborg, död 15 juli 1964 i Grödinge i Södermanland, var en svensk psykoterapeut och författare, bror till kriminalpsykologen Andreas Bjerre. 

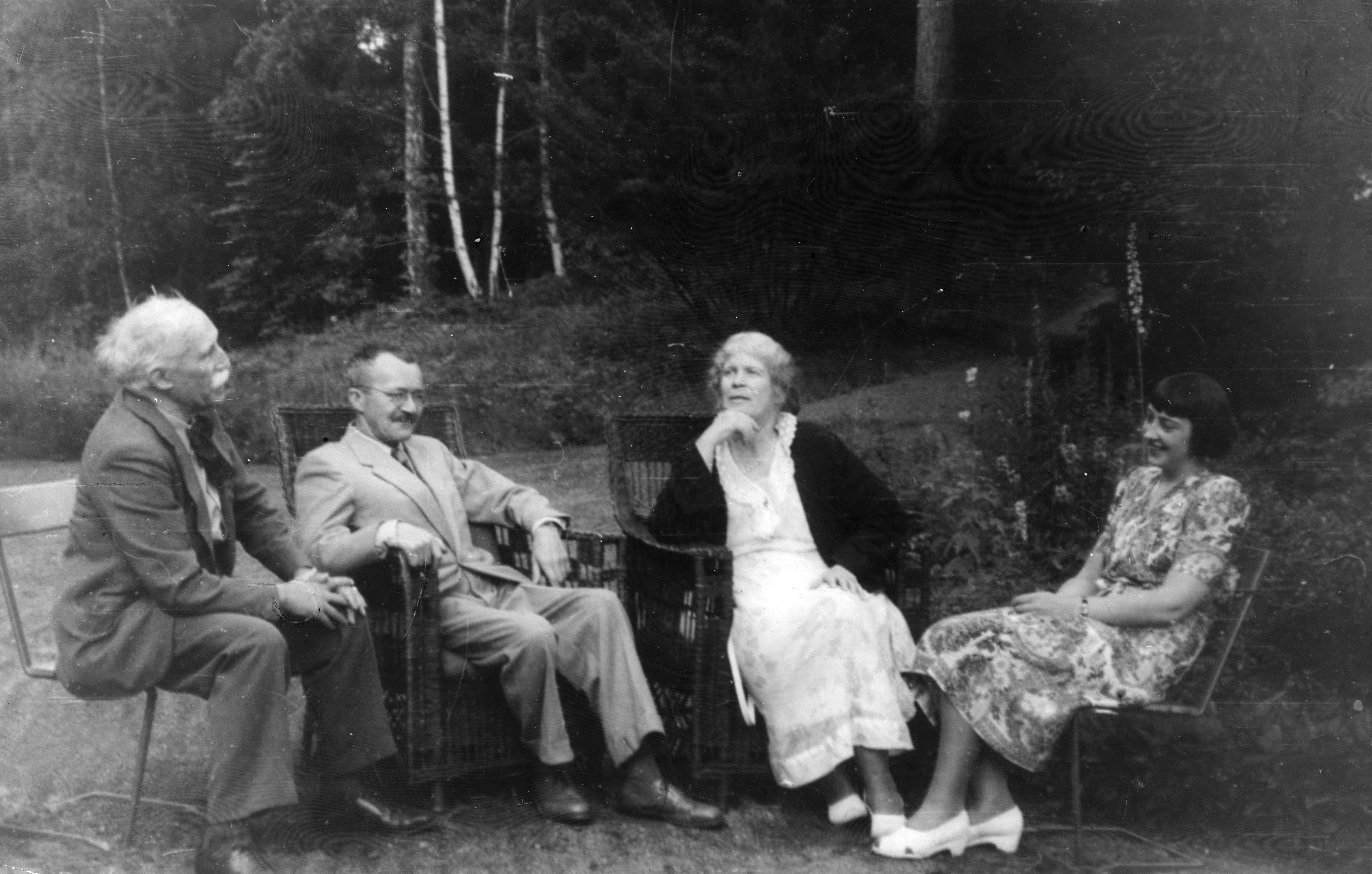
Poul Bjerre, den norske författaren Arnulf Øverland, tidigare svägerskan Amelie Posse-Brázdová och en oidentifierad kvinna 1946.

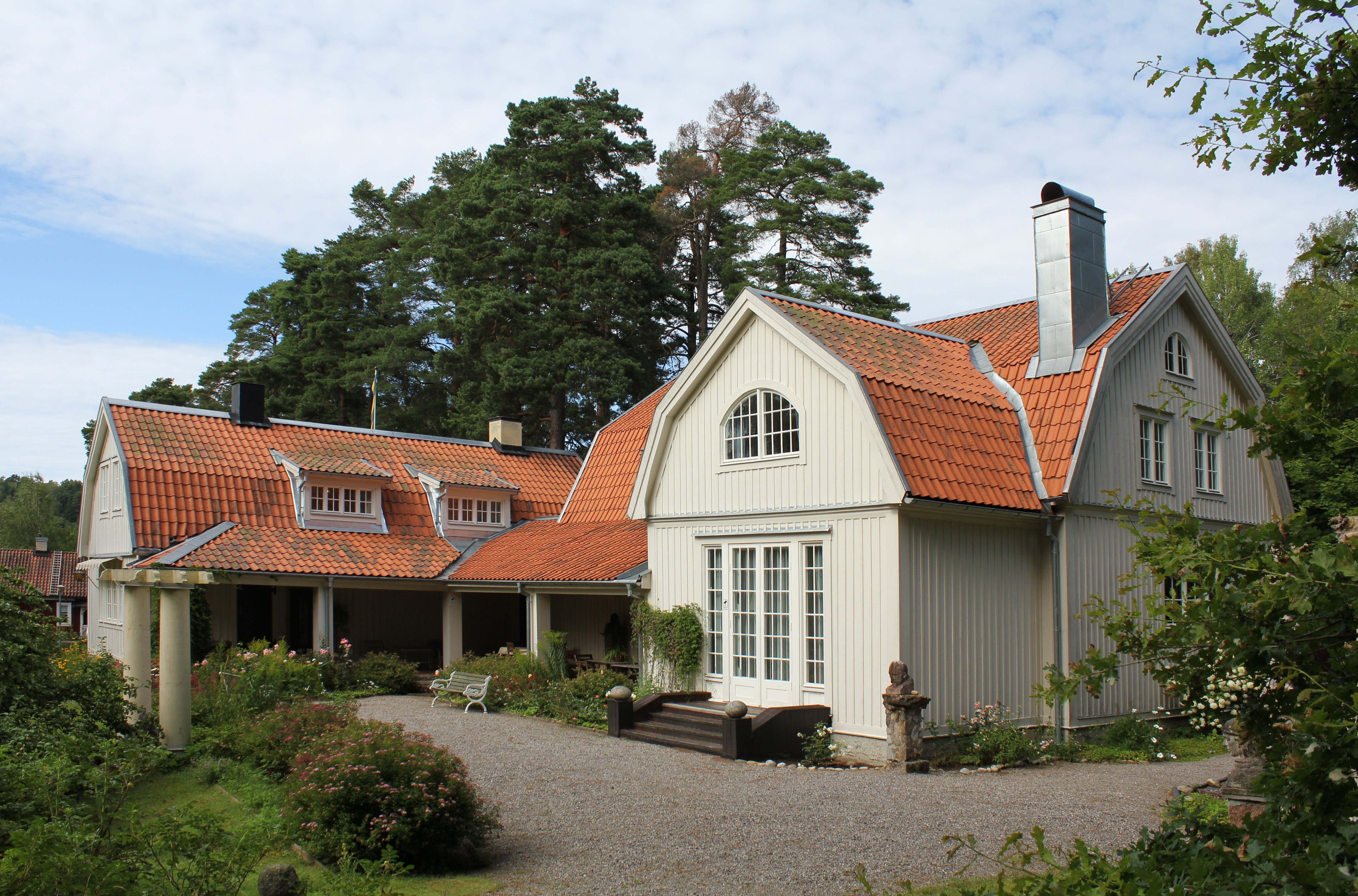
Bjerres villa Vårstavi i Grödinge.

## Biografi
Bjerre är särskilt berömd för att ha infört Sigmund Freuds psykoanalys som metod i Sverige och var särskilt intresserad av att studera drömmar, hypnos, parapsykologi och religion. Med tiden kom han att distansera sig från en del av Freuds idéer och tyckte exempelvis att denne lade för stor vikt vid sexualiteten. Bjerre underströk de moraliska motivens betydelse. Han var också kritisk till Freuds analysmetod, som band analysanden vid terapeuten på ett sätt som inte befordrade läkningen. Han kom att kalla sin egen psykoterapimetod för psykosyntes (som ej ska blandas ihop med psykosyntesen enligt Roberto Assagioli). 
Bjerre menade att allt mänskligt liv kretsar kring död och förnyelse. Både den enskilda personligheten och kollektivet genomgår en stagnationsprocess, som yttrar sig som rutinisering. Livets nödvändigheter spelar här en viktig roll (tvång). Livet blir alltmer mekaniskt, något som till slut leder till neuros. Den psykologiska döden är emellertid förutsättningen för förnyelse. Den cykliska rörelsen mellan död och förnyelse pågår oavbrutet. Bjerres begrepp kan ha inspirerat Freuds idé om dödsdriften (Thanatos).   
Bland hans skrivna verk märks Fallet Karin (1905), Studier i själsläkekonst (1914), Död och förnyelse (1919) samt Äktenskapets omdaning (1928). Dessutom skrev han en biografi över Friedrich Nietzsche, Det geniala vansinnet (1903), och en över Ivar Kreuger, Kreuger (1932). På Kungliga biblioteket i Stockholm förvaras Bjerres skrivna korrespondens med Freud och Carl Gustav Jung.
Bjerre ägnade sig även åt bildhuggeri och poesi och umgicks med bland andra Carl Milles. Han bodde under större delen av sitt liv i villan Vårstavi i Grödinge socken. I och omkring villan, som i dag drivs av Stiftelsen Vårstavi och är öppen för allmänheten, finns flera prov på Bjerres skulpturer.
Han gifte sig 1905 med sin brors svärmor Gunhild Posse, som var dotter till politikern och skalden Gunnar Wennerberg. Han är begravd i den Posse-Wennerbergska familjegraven på Odensvi kyrkogård i Småland,

### Varia
- Det geniala vansinnet : en studie till Nietzsches minne. Göteborg: Wettergren & Kerber. 1903. Libris 518705
- Fallet Karin : en experimentell studie af de s. k. spiritistiska knackningarna. Stockholm: Bonnier. 1905. Libris 18315913. http://urn.kb.se/resolve?urn=urn:nbn:se:kb:eod-1726113
- Diktens lifsvärde. Stockholm: Bonnier. 1906. Libris 622661
- Pehr Gustaf Cederschiöld som föregångsman inom psykoterapien. Stockholm. 1908. Libris 2564275
- Psykoanalysen som vetenskap och terapi. Uppsala. 1911. Libris 2564276
- Frederik van Eeden : en biografisk studie. Med 2 bilder. Ord och bild. 1911. Stockholm. 1911. Libris 2564262
- Zur Radikalbehandlung der chronischen Paranoia. Leipzig. 1912. Libris 2564289
- Den Adlerska neurosläran. Sv. läkaresällskapets förhandlingar 1913. Stockholm. 1913. Libris 2564255
- Studier i själsläkekonst. Stockholm: Norstedt. 1914. Libris 1720617
  -  Studier i själsläkekonst : animal magnetism, hypnos, suggestion, psykoanalys, psykosyntes (Ny, väsentligt tillökad uppl). Stockholm: Natur och kultur. 1925. Libris 881908
- Krigsbetraktelser. Stockholm. 1915. Libris 1490402
  -  Krigsbetraktelser ([Ny omarbetad och tillökad uppl.]). Stockholm: Sv. andelsförl. 1916. Libris 1712416
- Psykoterapeutiska reflexioner. Stockholm. 1917. Libris 2564277
- Berlin, London, Paris och franska fronten 1918. Stockholm: Segerbrandska bokförl. 1918. Libris 1649854
- Hur själen läkes : den psykosyntetiska läkekonstens grunder. Natur och kultur ; 16. Stockholm: Natur och kultur. 1923. Libris 2564268
- Varför vi tro på freden? : inledningstal. Internationella kvinnoförbundet för fred och frihet. Upplysningsveckan i Stockholm januari 1925. Stockholm. 1925. Libris 2564285
- Död och förnyelse : tre aforistiska böcker. 1. Stockholm: Segerbrandska bokförl. 1919. Libris 1712415
- Korset och livsbägaren : den efterkristna människans tro och krav. Stockholm: Natur och kultur. 1927. Libris 1323606
- Äktenskapets omdaning : bidrag till samlevnadens psykologi. Stockholm. 1928. Libris 1942325
- Salighetens psykologi. Stockholm: Natur och kultur. 1930. Libris 564619
  -  Hur livets fullhet nås : [2:a uppl. av Salighetens psykologi.]. Bjerre,P., Samlade psykoterapeutiska skrifter. 2. Stockholm. 1936. Libris 2564267
- Skiljas - icke skiljas?. Sthlm: Natur och kultur. 1931. Libris 7760 - Tillsammans med Nathan Söderblom och H. G. Wells.
- Kreuger. Stockholm: Natur och kultur. 1932. Libris 1351881
- Hitler som psykoterapeut : föredrag i Svenska läkaresällskapet den 5 december 1933. Stockholm. 1934. Libris 2564265
- -och snart står döden och stampar vid vår port : en dag hos själsläkaren. Stockholm: Bonnier. 1934. Libris 374530
- Hur bundenheten löses. Bjerre,P., Samlade psykoterapeutiska skrifter. 2. Stockholm. 1936. Libris 2564266
- Vår tro och vår förankring. Stockholm: Medén. 1942. Libris 1243819
- Räfst- och rättarting. Stockholm: Centrum. 1945. Libris 8219429
- "Spökerier". Stockholm: Centrum. 1947. Libris 1213988
- Våren i Argentina. Stockholm: Natur o. kultur. 1948. Libris 1389358
- En själsläkare ordinerar. Stockholm: Natur och kultur. 1950. Libris 564628
- Drömmens helande kraft. Stockholm: Natur och kultur. 1952. Libris 1434868
- Gestalter och gärningar : elva personliga porträtt. Stockholm: Medén. 1958. Libris 620061

### Samlade upplagor och urval
- Poul Bjerres samlade psykoterapeutiska skrifter i åtta band. Stockholm: Bonnier. 1933-1944. Libris 534090
  -  1, Själsläkekonst och själavård ([Utgör 4:e omarb. och väsentligt utökad uppl. av Studier i själsläkekonst (1925)]). 1935. Libris 534099
  -  2, Hur själen läkes och hur livets fullhet nås. 1936. Libris 534091
  -  3, Drömmarnas naturliga system. 1933. Libris 534095
  -  4, Oro, tvång och ångest. 1936. Libris 534092
  -  5, Vanmakt, anfall och förryckthet. 1939. Libris 534093
  -  6, Äktenskapets omdaning. 1939. Libris 534094
  -  7, Korset och livsbägaren (Omarb., väsentligt utökad och till tiden anknuten uppl). 1940. Libris 534098
  -  8, Död och förnyelse ([Ny uppl.]). 1944. Libris 534097
- Från psykoanalys till psykosyntes / urval och kommentarer av Jan Bärmark och Ingemar Nilsson. Stockholm: Natur och kultur. 1976. Libris 7228058. ISBN 9127005720
- Kinesisk våg över Västerlandet. Poul Bjerre-sällskapets årsskrift, 1650-4046 ; 2001. Grödinge: Poul Bjerre-sällsk. 2001. Libris 8844754. ISBN 91-974084-0-9
- Död-och-förnyelsetankens upprinnelse / Poul Bjerre ; med introduktion av Björn Sahlin. Poul Bjerre-sällskapets årsskrift, 1650-4046 ; 2003. Grödinge: Poul Bjerre-sällsk. 2004. Libris 9827001. ISBN 91-974084-3-3
- Sömnens och drömmens roll i läkeprocessen. Poul Bjerre-sällskapets årsskrift, 1650-4046 ; 2004. Grödinge: Poul Bjerre-sällsk. 2004. Libris 9833034. ISBN 91-974084-5-X
- Poul Bjerres egna ord om sitt eget och andras liv / bearbetade av Sten Ekman. [Grödinge]: Stiftelsen Vårstavi. 2016. Libris 19481637. ISBN 9789163903366

### Redaktör
- Psykoanalysen : dess uppkomst, omvandlingar och tillämpning. 1-2 / [av Sigmund] Freud ... ; red. av Poul Bjerre. Stockholm: Natur och kultur. 1924. Libris 1575538